# Maria Juan Donat
Maria Juan Donat (Ontinyent, 1980) també coneguda com Mariua, és una actriu, humorista i presentadora de televisió i ràdio valenciana.
Va començar la seua carrera estudiant art dramàtic en l'Escola Superior d'Art Dramàtic (ESAD) de la Universitat Politècnica de València. S'inicia amb la comèdia en xicotets cafè-teatres al costat de dues companyes d'estudis i més tard, creant la seua pròpia companyia amb espectacles on solament actuava ella especialitzant-se en els monòlegs humorístics destacant No estem bé (amb Eugeni Alemany), Emprenyada, Mare meua!, Treinta y... ¿cuántos?, 13 (d'Albena Teatre) o Pepita i Mariua (amb Pepa Cases) entre d'altres.
En el terreny audiovisual en destaquen les col·laboracions en el programa En el aire d'Andreu Buenafuente i la participació en l'especial de cap d’any de televisió espanyola en 2014 i 2015. També al programa Liarla Pardo (La Sexta) de Cristina Pardo (2017-2018) o com a actriu dramàtica a la sèria Crematorio de Canal+ (2011).
A la radio i televisió valenciana À Punt ha esdevingut una de les cares més reconeixibles amb programes com Comediants (2018-2019), un espai televisiu de monòlegs en valencià on Maria Juan presentava a les i els humoristes que hi participaven, o Assumptes interns (2018-2019) un late night show en què va començar com a col·laboradora i que en la segona temporada va copresentar amb Pere Aznar. També ha presentat programes com Al mal nom, bona cara (2020). Darrerament s'ha iniciat com a presentadora a la ràdio d'À Punt del magazín dels caps de setmana en clau d'humor Podríem fer-ho millor.
Maria Juan és, a més a més, promotora d'una plataforma Riure's en valencià que aglutina a artistes de diverses disciplines que utilitzen el valencià per fer humor com Carol Tomàs, Pepa Cases, Manu Górriz, Toni de l'Hostal, Maria Zamora, Saray Cerro, Rubén Aparisi o Patricia Ferrero.